# Женевьева (фильм)
«Женевьева» (англ. Genevieve) — фильм, кинокомедия британского режиссёра Генри Корнелиуса. Национальной академией кино и телевизионных искусств признана лучшей британской картиной 1953 года и входит в список 100 лучших британских фильмов за 100 лет по версии BFI.

## Сюжет
События разворачиваются вокруг пробега ретро-автомобилей по маршруту Лондон — Брайтон. Молодой адвокат Алан Макким и его жена Уэнди управляют «Женевьевой» — моделью 1904 года фирмы «Дарракк», рекламный агент Амброуз Клевехаус, его подруга Розалинда Петерс и их сенбернар — экипаж спортивного голландского «Spyker». Гонка до Брайтона складывается успешно для Эмброуза, Алана преследуют поломки и он значительно отстаёт. Утром, после весёлой и пьяной вечеринки, у друзей происходит размолвка, и они заключают пари о том, чья машина сможет вернуться в Лондон первой. В ходе уже неофициальной гонки Алан и Эмброуз идут на самые различные ухищрения, чтобы задержать соперника. По совершенной случайности на последних ярдах дистанции «Женевьева» выигрывает гонку.
Развитие сюжета чередуется с большим количеством вокальных и танцевальных номеров. Музыка к ним, написанная Ларри Адлером, стала одной из основ коммерческого успеха фильма.

## В ролях
- Джон Грегсон — Алан Макким
- Дина Шеридан — Уэнди Макким, его жена
- Кеннет Мор — Эмброуз Клевехаус
- Кэй Кендалл — Розалинда Петерс
- Артур Уонтнер — пожилой джентльмен

## Награды
- 1954 год — BAFTA: Лучшая британская картина года; номинация на Лучшего британского актёра (Кеннет Мор);
- 1954 год — Национальный совет кинокритиков США: Лучший фильм;
- 1955 год — премия Золотой глобус: Лучший зарубежный фильм;
- 1955 год — номинации на премию «Оскар» за Лучшую музыку к фильму и за Лучший оригинальный сценарий.